# Заїнськ
Заї́нськ (тат. Зәй, Zəy) — місто (з 1978 року) в Республіці Татарстан Росії. Адміністративний центр Заїнського району, в якому утворює міське поселення місто Заїнськ.

## Етимологія
Селище Новий Зай (назва від гідроніма Зай — древньотатарською «річка») в 1978 році було перетворене в місто з назвою Заїнськ.

## Географія
Розташоване на річці Степовий Зай (притока Ками), в 246 км від Казані.

### Клімат
Переважає помірно континентальний клімат. Зими холодні і тривалі. Літо тепле і коротке.
Середньорічна кількість опадів: 560 мм.

## Історія
Місто виникло як фортеця Закамської сторожової риси — військової лінії від Волги до гирла річки Ік. Фортеця була закладена в 1652 році, її будівництво було завершено 4 роки по тому.
У січні 1774 року фортецю було взято пугачовцями.
У 1920 році в його околицях пройшло відоме Вилочне повстання.
У 1956 році в зв'язку з будівництвом Заїнської ГРЕС виникло робоче селище Новий Зай, яке в 1962 році отримало статус селища міського типу. 5 квітня 1978 року воно було об'єднано зі старим поселенням Зай і отримало нинішню назву.
6 лютого 2023 року додому у коробках повернулося 11 загарбників

## Населення
На 1 січня 2019 року по чисельності населення місто находилося на 384 місці з 1115 міст Російської Федерації.

## Відомі уродженці, жителі
У селищі Заїнськ Уфимської губернії в 1880 році народилася Евлампієва Віра Федорівна (1880—1970), заслужений учитель РРФСР (1944).

## Економіка
Енергетика
Підприємства компаній холдингу ПАТ "Татенерго ":
- Заїнська ГРЕС — філія АТ «Генеруюча компанія»,
- Заїнський район електричних мереж (Заїнськ РЕМ) — підрозділ філії «Нижньокамські електричні мережі» АТ «Мережева компанія»,
- Заїськ ділянка Камської філії АТ «Татенергозбут».

Промисловість
Обсяг відгружених товарів власного виробництва, виконаних робіт і послуг власними силами по обробним виробництвам за 2009 рік 4,53 мільярда рублів.
- ТОВ «ТатЕК» (Татарстанська електротехнічна компанія).
- ТОВ Mefro Wheels Russia Plant Zainsk — завод з виробництва коліс для легкових і великовантажних автомобілів.
- ТОВ «Завод „Техно“».
- Завод залізобетонних конструкцій.
- Заїнський цегельний завод.
- Заїнський промислово-будівельний комбінат.
- Заїнський лісгосп.

Харчова промисловість
- АТ «Заїнський цукровий завод».
- Заїнський молочний завод — філія ВАТ «Вамін» (був закритий в 2012 р).
- Заїнський хлібзавод (закритий).
- АТ «Заїнський крекер».

## Пам'ятки
- Заїнське водосховище.
- Заїнський краєзнавчий музей.

## Транспорт
Однойменна залізнична станція Куйбишевської залізниці знаходиться на лінії Агриз — Акбаш.